# 奧古斯特·弗里德里希·施威格
奧古斯特·弗里德里希·施威格（德語：August Friedrich Schweigger，1783年9月8日—1821年6月28日）是一名德國博物學家。他的哥哥是化學家約翰·施威格。
他在愛爾朗根大學學習醫學、動物學和植物學，畢業後曾在柏林（1804年起）和巴黎（1806年起）工作。1809年，他被任命為柯尼斯堡大學植物學和醫學教授。1815年，他獲選為瑞典皇家科學院通訊院士。1821年6月28日，他在前往西西里島進行研究的途中，在阿格里真托附近被殺害，享年37歲。
堇菜科的異萼堇屬（Schweiggeria）以他的名字命名。
在爬蟲類學領域，他最著名的作品是1812年出版的龜類專著，其中描述了幾個至今仍然有效的新物種。